# Bouzas (Vigo)
Bouzas es un barrio costero de la ciudad gallega de Vigo, en la provincia de Pontevedra (España), que limita con Alcabre y Coya.
Recibió el título de villa por parte de Carlos III. Fue un municipio independiente entre 1836 y 1904, formado por la villa de Bouzas y otras parroquias cercanas. Posteriormente Bouzas quedaría integrado en el núcleo urbano vigués. Como evento principal de la Villa de Bouzas destacamos como en cada año su tradicional "Piromusical Poético Vila de Bouzas" que congrega a cientos de personas a percibir en vivo música y fuego. Este evento se realiza en las populares fiestas de Bouzas en honor al "Cristo dos Aflixidos".

## Historia
Es uno de los barrios más antiguos y también más grandes de la ciudad de Vigo. La iglesia de San Miguel de Bouzas fue construida en la segunda mitad del siglo XVI y reedificada durante el XVII. Fue el corazón marinero de Vigo. En 1501 el Obispo de Tuy le concedió el derecho de tener alfolí (depósito de sal y de carga y descarga de mercancías). Según algunos historiadores, el crucero viejo (reconstruido en 1802) marca el lugar en donde nació la villa. Se conservan numerosas casas nobles que reflejan la pujanza de Bouzas en el pasado.
En 1836 se constituyó como municipio, formado por las parroquias de Alcabre, Bouzas, Coya, San Andrés de Comesaña, Corujo, Matamá, Navia y Oya. Bouzas dejó de ser municipio durante un breve lapso en 1868. En 1901 la Diputación de Pontevedra acordó segregar de Bouzas las parroquias de Coya y Matamá. Fue agregado al municipio de Vigo en 1904. Su último alcalde fue Severino Pinal Pernas.

## Demografía
| Gráfica de evolución demográfica de Bouzas entre 1842 y 1900 |
| |
| Población de derecho según los censos de población del INE Población de hecho según los censos de población del INEEn 1910 este municipio desaparece porque se agrupa en el municipio Vigo |

## Actividad industrial

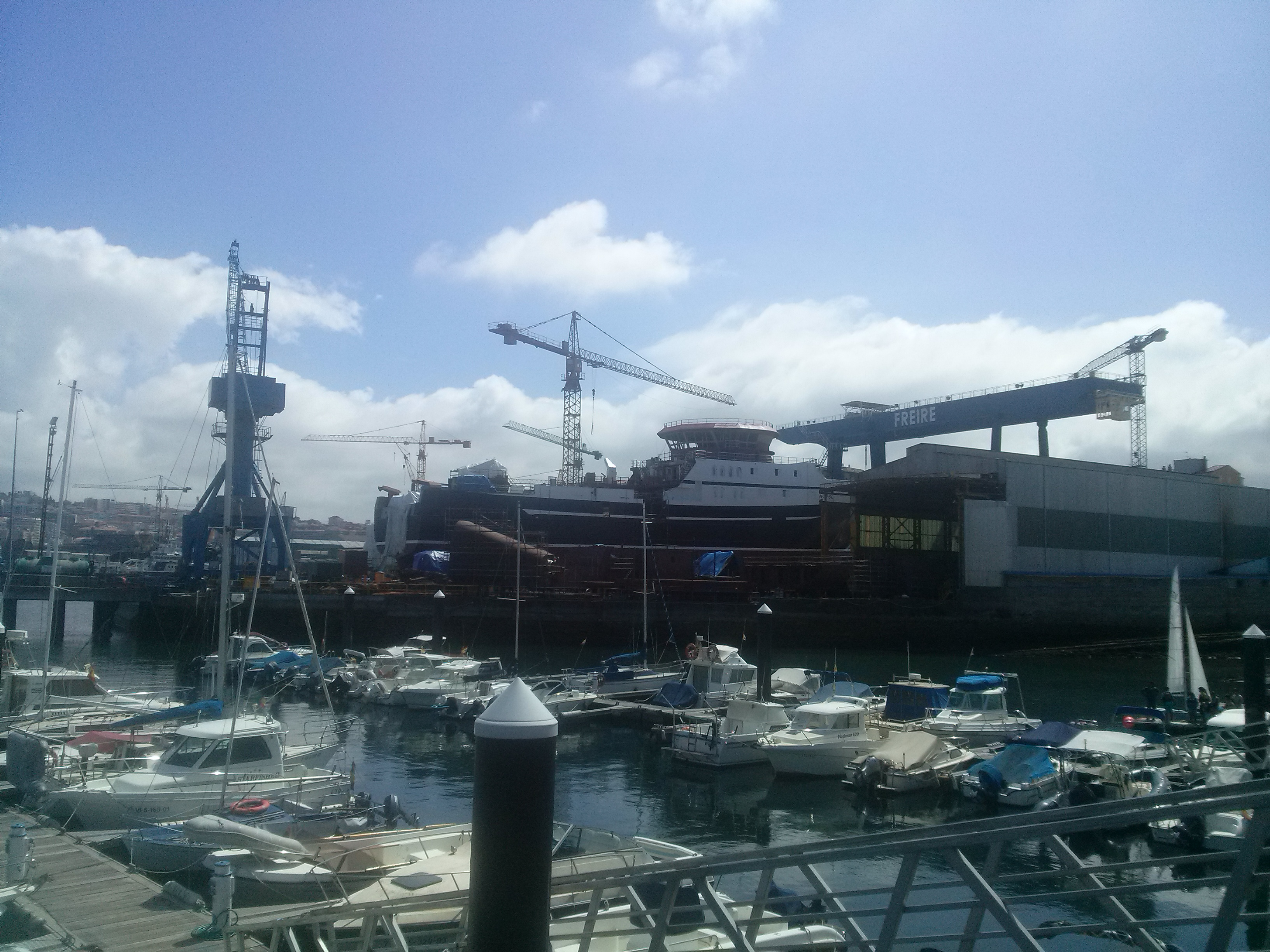
Freire Shipyard.

En el antiguo arenal de Bouzas a Coya estaban situadas antiguas carpinterías de ribera, como la de Manuel Iglesias Boente, en donde se armó el primer barco a vapor construido en la villa en 1890. Las carpinterías de ribera se transformaron luego de 1879 en astilleros. Actualmente están en activo los siguientes: Lagos, Freire, Armada, Cardama y Armón (por orden de situación en la avenida de Beiramar).
En el barrio también están situados el Liceo Marítimo de Bouzas, el Instituto de Investigaciones Marinas, el Centro Tecnológico del Mar y el IES Audiovisual de Vigo.

## Patrimonio arquitectónico y escultórico
Bouzas cuenta con un patrimonio arquitectónico rico y no siempre bien conservado a lo largo del tiempo. Los principales materiales empleados son los tradicionales gallegos: granito, madera y, desde la introducción de elementos de forja en las viviendas, el hierro. Las fachadas en piedra de estilo ecléctico suelen tener ornamentación de tipo vienés, lo que permite comprobar el buen trabajo de los canteros y carpinteros. Las galerías y balcones de las casas, además de emplear el granito comenzaron a utilizar la madera, que fue substituida a partir del siglo XIX por el hierro, que procedía en muchos casos de la forja "La Industriosa" de Antonio Sanjurjo Badía y de la fundición de Joaquín Fernández de Lema. Al margen de las construcciones tradicionales, a partir del siglo XIX, cuadrando con el empuje de la economía pesquera y el desenvolvimiento urbanístico de Bouzas comienzan a aparecer las típicas viviendas urbanas.
Abunda el llamado estilo ecléctico a finales del siglo XIX y principios del XX, con un tratamiento de fachadas en las que se muestra el saber de los canteros con adornos en los que existen guiños al modernismo vienés, como se comprueba en las obras de Jenaro de la Fuente Domínguez. Le siguió el estilo regionalista, de inspiración nacionalista, en el que se combinan motivos sacados de la arquitectura tradicional popular, de la arquitectura de los pazos y de las grandes construcciones barrocas. Este estilo fue habitual durante el periodo que comprendió las décadas de 1920 a 1940 en los edificios diseñados por los grandes arquitectos Manuel Gómez Román y su discípulo Antonio Cominges Tapias. Apenas hay dos edificios de estilo racionalista del arquitecto Francisco Castro Represas.

### Arquitectura tradicional sin autor conocido
- Iglesia de San Miguel: las obras comienzan en el siglo XVI y terminan en 1625. Estructura en planta basilical con ábsides. En la fachada norte está el escudo de los Correa, privilegio concedido a Álvaro Correa, el capitán que defendió Bouzas de los ataques del corsario Francis Drake en el siglo XVI;[20] este escudo de armas es también el escudo de la Villa de Bouzas. El atrio estaba expuesto al mar hasta que en 1834 Pedro del Pazo Troncoso, un boucense que vivía en Veracruz, hizo una donación para construir un muro de piedra que protegiese el atrio y el cementerio.[21]

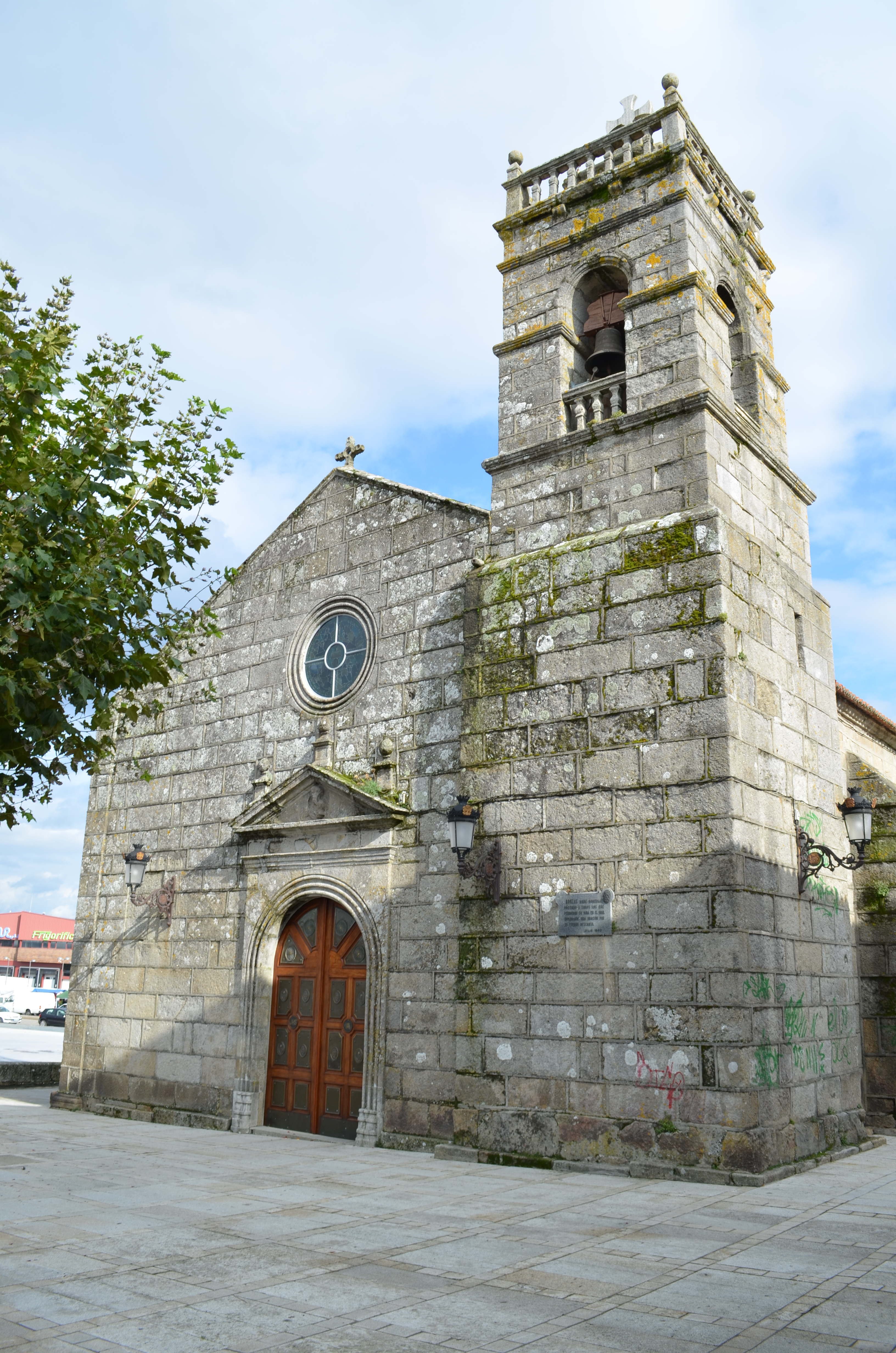
Iglesia de San Miguel de Bouzas.

- Casa do Patín, en la calle San Miguel: vivienda particular construida con perpiaños, madera y tejado a dos aguas de teja gallega finalizada en 1639.[22] Tiene soportales en su planta baja.
- Pazo de los Lira, en la calle de los Ferreiros número 29: estuvo deshabitada entre los siglos XVII y XIX, luego pasó al notario de Puenteareas, José Araújo Troncoso de Lira. Y su hijo, Juan Araújo y alcalde, rehabilitó el pazo en estilo ecléctico y también la capilla del Carmen, anexa. En la sillería del interior aparece la inscripción "VAL VAL MI S.P. MI S.P.", que significaría "Valme, valme mi santa patrona Stella Maris", locución que Diego de Lira hace inscribir en su blasón.
- Casa tradicional en la calle del Pazo número 10, datada en 1737: originariamente respondía al modelo de casa con patín. Se vio muy alterada por la especulación urbanística de comienzos del siglo XXI y la construcción de nuevas viviendas.
- Casa tradicional en la calle Santa Ana, oculta por los números de 4 a 8: responde al modelo de casa de patín.
- Antigua fábrica de salazón, también llamada fabriquín de la familia Pinal, en el paseo Valentín Paz Andrade.[23] Tenía la estructura típica de los almacenes de salazón.
- Casa consistorial de Bouzas, en la calle del Pazo, número 2: el edificio fue una donación de Pedro del Pazo Troncoso. En su interior se conserva el escudo en piedra de la familia Cabral, procedente, a su vez, del Pazo de Guiance, que estuvo situado entre la actual calle de Ferreiros y la Alameda. Fue el último edificio que ocupó el consistorio antes de la anexión al Ayuntamiento de Vigo. A partir de 1915 fue la sede de la Sección Naval de Juventudes, los "Flechas", y en la actualidad acoge a la Asociación Vecinal Dr. José Casás.
- Casas terreas, en la calle Juan Sebastián Elcano. Viviendas de marineros con trazado cuadrangular.
- Casa en la calle del Pazo número 5, de los hermanos Camilo, Luis y Justo Fernández Fandiño.
- Casa do pincho, en la calle Covadonga número 46, con muro exterior para proteger la vivienda del área de la antigua playa de Figueiras.

### De Jenaro de la Fuente Domínguez
El maestro de obras Jenaro de la Fuente Domínguez es autor de buena parte del patrimonio arquitectónico más emblemático de Bouzas.

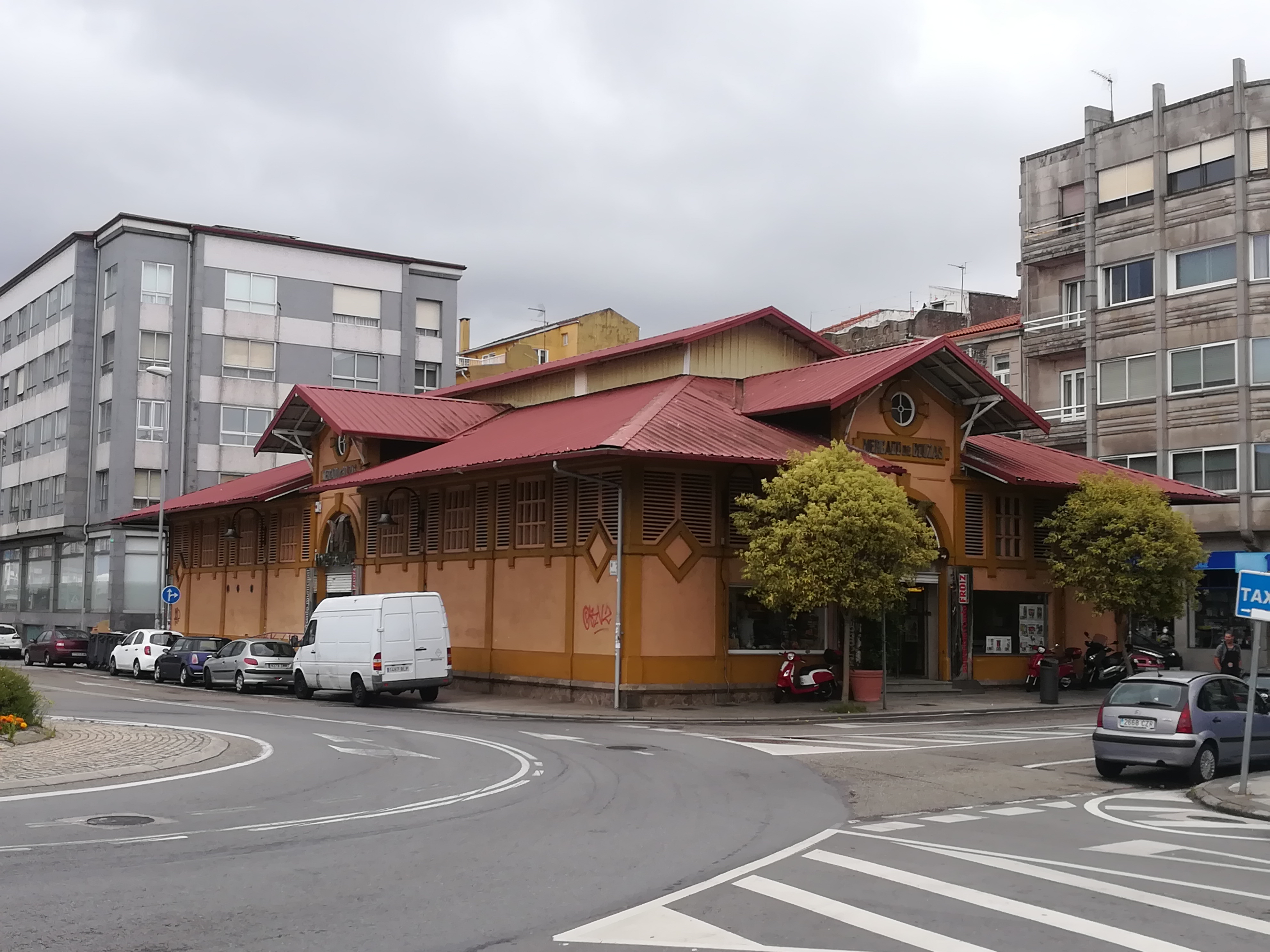
Mercado de Bouzas.

- Mercado de Bouzas: proyecto de 1902 y ejecutado en 1920. Se construye al mismo tiempo que los mercados de la Laxe y del Progreso, aunque el de Bouzas es el único que se conserva en la actualidad. Se trata de un edificio exento en estilo pintoresco de influencia inglesa. Se situó sobre una duna, delante del secadero de redes y al lado de la fábrica de conservas Barreras.
- Edificio de viviendas en la calle del Pazo número 4, promovido por Baltasar Gestoso Pujales. Datado en 1905, tiene estilo ecléctico y profusión ornamental en la fachada.
- Edificio de viviendas en la calle del Santo Cristo número 2, promovido por el armador Manuel Pujales Mera y atribuido a Jenaro de la Fuente Domínguez. Edificio con bajo y dos plantas en estilo ecléctico, tiene puertas con motivos geométricos similares al modernismo vienés y balcones en hierro.
- Edificio de viviendas en la calle Paulino Freire número 21 y 25, promovido por Cristóbal Linares Esquerdo, propietario de una tienda de efectos navales.
- Edificio de viviendas en la calle Covadonga número 6, promovido por Benigno Rodal. En estilo ecléctico.
- Edificio de viviendas en la calle Tomás A. Alonso número 295, promovido por el armador Benigno Montenegro Feijoo. En estilo ecléctico con barandas y miradores en piedra.
- Edificio de viviendas en la calle Tomás A. Alonso número 229, promovido por Purificación Costas Rouco, de familia de armadores, atribuido a Jenaro de la Fuente Domínguez. En estilo ecléctico, en la fachada emplea, además de los materiales habituales, vidrio y cerámica.
- Chalet en la calle Tomás A. Alonso número 239, promovido por el dueño de Astilleros Cardama, Francisco Cardama Godoy. Realizado en estilo ecléctico, tiene una torre, rematada en triple fila de teja árabe y combina en la fachada el granito con paños blancos.

### De Jenaro de la Fuente Álvarez

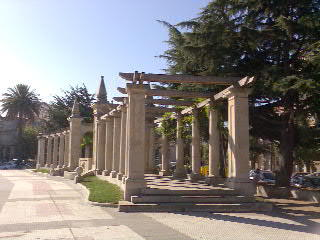
Pérgola de Jenaro de la Fuente Álvarez.

- Pérgola: esta pieza fue concebida en 1927 para el jardín de la plaza de Portugal, en estilo regionalista neobarroco. Estuvo en ese lugar hasta la construcción de un aparcamiento subterráneo. Luego de pasar un tiempo en el depósito municipal, se trasladó para Bouzas en el año 2005, en el lugar que ocupaba un parque infantil con una gran farola de forja diseñada por el mismo arquitecto, Jenaro de la Fuente Álvarez. Esta nueva localización resultó muy polémica ya que no respondía al diseño de espacio ajardinado ideado por el arquitecto, tapa un conjunto de edificios de interés, su parte frontal solo se puede apreciar desde la calle, y su parte trasera se convirtió en una zona degradada en donde se sitúan colectores de residuos y aparcan los vehículos.

### De Mānuel Gómez Román
Manuel Gómez Román es autor de los edificios del llamado estilo regionalista más destacados del patrimonio de Bouzas.

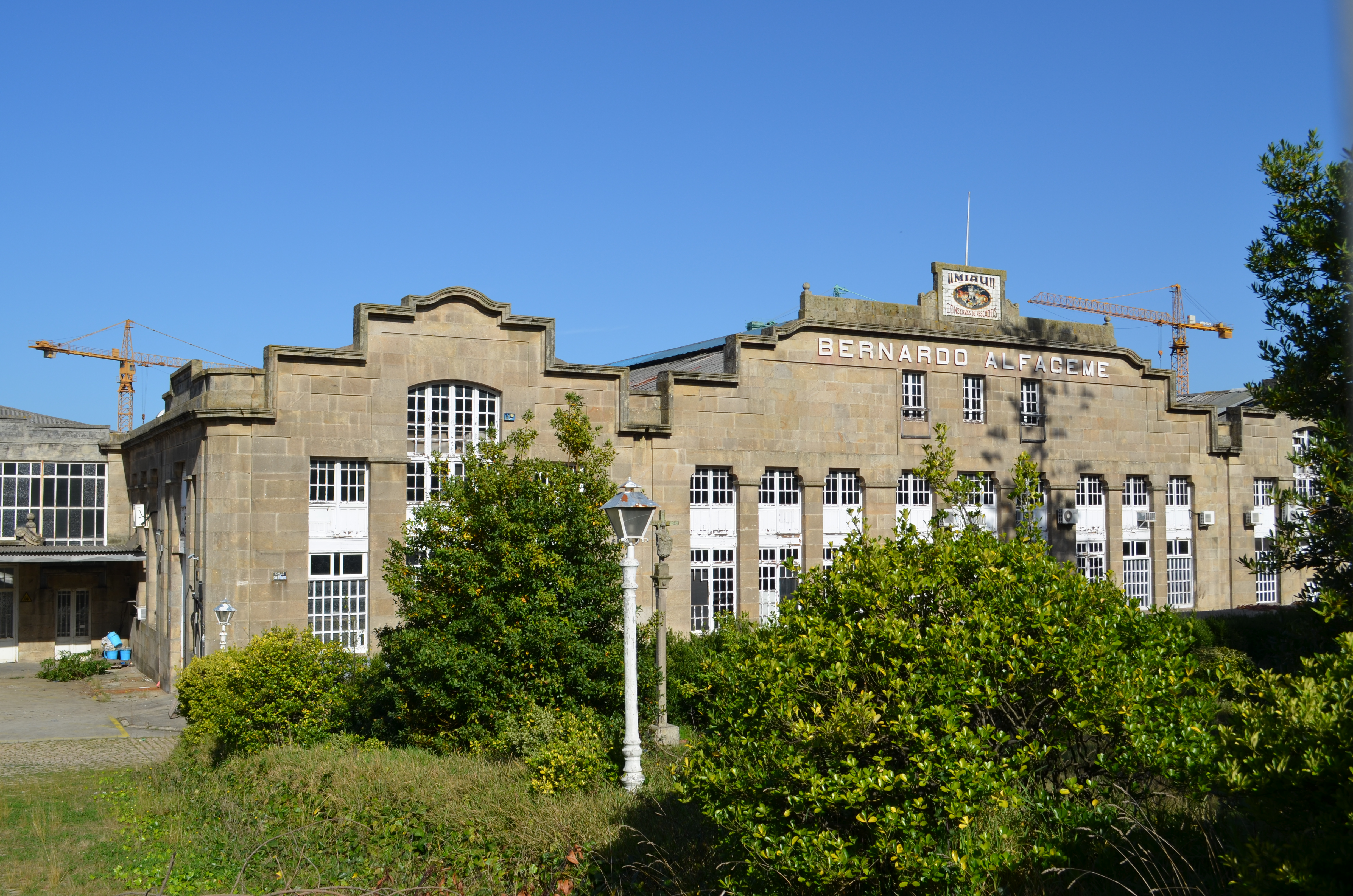
Fábrica de Conservas Alfageme.

- Fábrica de Conservas Alfageme. Estructura de tres naves, con amplios ventanales para asegurar la iluminación. Cuenta con dos fachadas de granito: una de ellas se construyó frente al mar para desembarcar directamente el pescado, por eso el acceso es por ramplas, mientras que por la fachada sur, que da a la calle Tomás A. Alonso, accedían las personas y salía la conserva manufacturada. Se construyó entre los años 1928 y 1929, promovida por Bernardo Alfageme, sobre los terrenos del antiguo campo de fútbol del Real Club Fortuna de Vigo.
- Casa en la calle del Pazo número 8, promovida por el armador Manuel Plana. El petador de la puerta principal reproduce el emblema de los Plana: dos agujas de coser y las redes en forma de aspa.
- Edificio de viviendas en la Alameda esquina calle Pescadores, promovida por el armador Antonio Ruíz en 1940. La fachada principal se sitúa en la esquina en chaflán, mezcla elementos del barroco compostelano reinterpretados.
- Edificio de viviendas en la calle Tomás A. Alonso esquina calle Pescadores, promovido por Engracia Mera González, de familia de armadores.
- Edificio de viviendas en la calle Eduardo Cabello número 42. Consta de dos plantas más bajo de estilo regionalista. La fachada redondeada y los balaústres de la terraza recuerdan la forma de un barco. Los promotores fueron los armadores Emilio y José Ruíz González en los terrenos en que se situaba la antigua fábrica de conservas Barreras.
- Villa Asunción, en la calle Tomás A. Alonso número 307, promovida por el armador Antonio Freire en 1941. De estilo regionalista con un torreón en la parte central de influencia cántabra. Tiene un singular trabajo de forja en las rejas y puerta principal.
- Edificio de viviendas en la calle Tomás A. Alonso número 42. Construido en dos etapas, la primera fue promovida por la armadora Inocencia Barreiro Costas y la segunda, once años después, por su hijo Juan Rodal Barreiro. De estilo regionalista sin ornamentación.

### De Antonio Cominges Tapias
El arquitecto regionalista Antonio Cominges Tapias, discípulo de Gómez Román, no tiene mucha obra en Bouzas, sin embargo diseñó edificios muy singulares.
- Hogar clínica de San Rafael, en la calle San Juan de Dios, proyectado en 1935 para la Orden Hospitalaria San Juan de Dios, para las funciones de residencia y hospital de niños pobres y enfermos.

Presenta una planta en H, con cuatro cuerpos torreados. Todo el edificio representa un regionalismo maduro y sobrio. En el tratamiento rústico del material se percibe la influencia de Antonio Palacios, mientras que en los volúmenes y combinación del granito y las revocaduras blancas existe una aproximación a Gómez Román. En el frente de las macizas torres incluye un mirador curvo que contribuye a aumentar la silueta movida y quebrada característica del regionalismo. (Pérez e De Frutos, 2013: 100)
- Chalet en la calle Tomás A. Alonso número 233-237, proyecto de 1936.
- Chalet en la calle Tomás A. Alonso número 241-243, proyecto de 1938.
- Chalet en la calle Paulino Freire número 28, promovida por el armador Saladino Larrán en el año 1942.

### De Francisco Castro Represas
El arquitecto Francisco Castro Represas diseña sus primeros edificios en Bouzas en estilo racionalista. El radical cambio de estilo, primero al clasicismo, con los edificios de viviendas en la calle Tomás A. Alonso 224 y 294, y luego al estilo regionalista, permite seguir el viraje estético que se produce en la arquitectura boucense durante la posguerra.
- Edificio de viviendas en la calle Tomás A. Alonso número 294, promovido por el armador Feliciano Fernández Feijoo en 1940. De estilo racionalista-decó, que marca los volúmenes, construido en hormigón, en los interiores, y piedra, en la fachada.
- Edificio de viviendas en la calle Pescadores número 2 esquina Covadonga, promovido por el armador Manuel Gestoso Costas en 1940. De estilo racionalista que aprovecha los materiales tradicionales, sobre todo el granito. Tiene un cuerpo principal muy marcado y un chaflán expresionista.
- Edificio de viviendas, en la calle Camilo Veiga número 26, promovido por el armador Octavio Márquez en 1940. Tiene un chaflán redondeado y una barandilla singular.
- Edificio de viviendas en la calle Tomás A. Alonso número 224, promovido por el ebanista Miguel Seijo Serodio, en 1943, en estilo clasicista, con balaustres y columnas en granito y ventanas abuhardilladas con púlpito.
- Villa Paulina, en la avenida Atlántida número 9, chalet promovido por Manuel Losada. Edificio en estilo regionalista de dos alturas con escalera y miradores que aprovecha el desnivel del terreno.
- Casa con jardín, en la calle Simancas número 32, construida en estilo regionalista.
- Vila Maricha, en la calle José de la Peña número 5, chalet atribuido a Castro Represas, en estilo regionalista.

### De Enrique Álvarez-Sala Morís
El arquitecto Enrique Álvarez-Sala Morís trabajó ocasionalmente en Bouzas y es autor de un edificio singular.
- Casa rectoral. Consta de una planta y bajo con ocho soportales. Fue construida en 1946 en estilo regionalista. Se situó en donde se encontraba el antiguo ayuntamiento de Bouzas, reconvertido posteriormente en escuela infantil.

### Escultura en espacio público

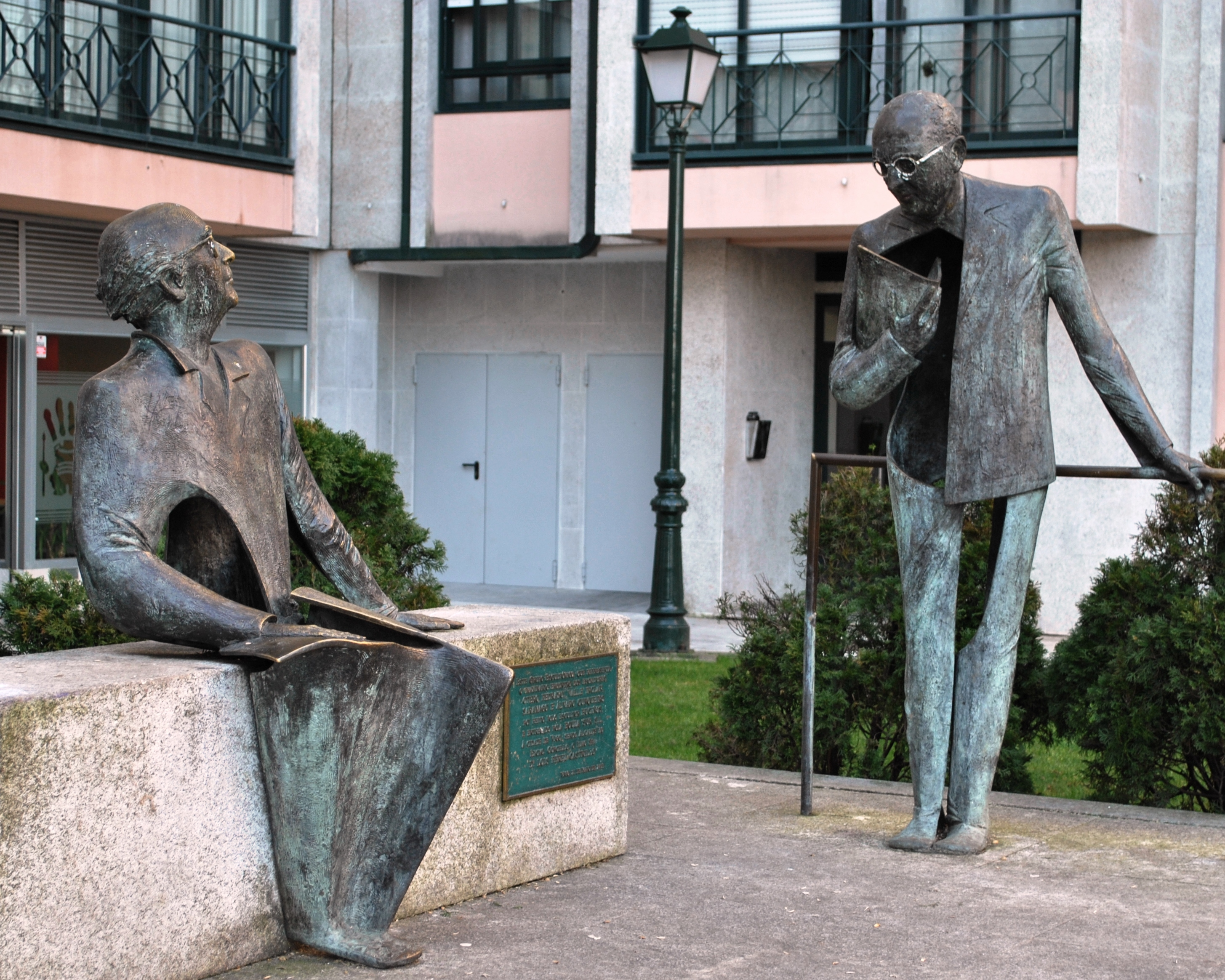
Esculturas de José Saramago y Álvaro Cunqueiro, obra de Manuel García, conocido como Buciños.

En Bouzas no abunda en exceso la escultura en los espacios públicos ni como ornamento exterior de las viviendas. Entre el patrimonio más destacado están las siguientes obras:
- Crucero, en la calle del Crucero Viejo, situado en el barrio marinero más antiguo de Bouzas y cerca de la ermita de San Miguel, perdida. Por una banda representa la crucifixión y por otra la coronación de la Virgen María, que aparece en posición orante y con dos ángeles, uno sosteniendo la corona y otro los pies. El crucero fue destruido por Drake y reconstruido en 1802 financiado por el carnicero Tomás de Carramal y su esposa, Antonia Troncoso.
- Maternidad, en la calle Simancas con la avenida de Beiramar. Escultura de Camilo Nogueira.
- Grupo escultórico en la calle Johan Carballeira que representa un encuentro imaginario entre los escritores Valle-Inclán, Saramago, Otero Pedrayo y Cunqueiro. Escultura de Manuel García, conocido como Buciños.

## Festividades

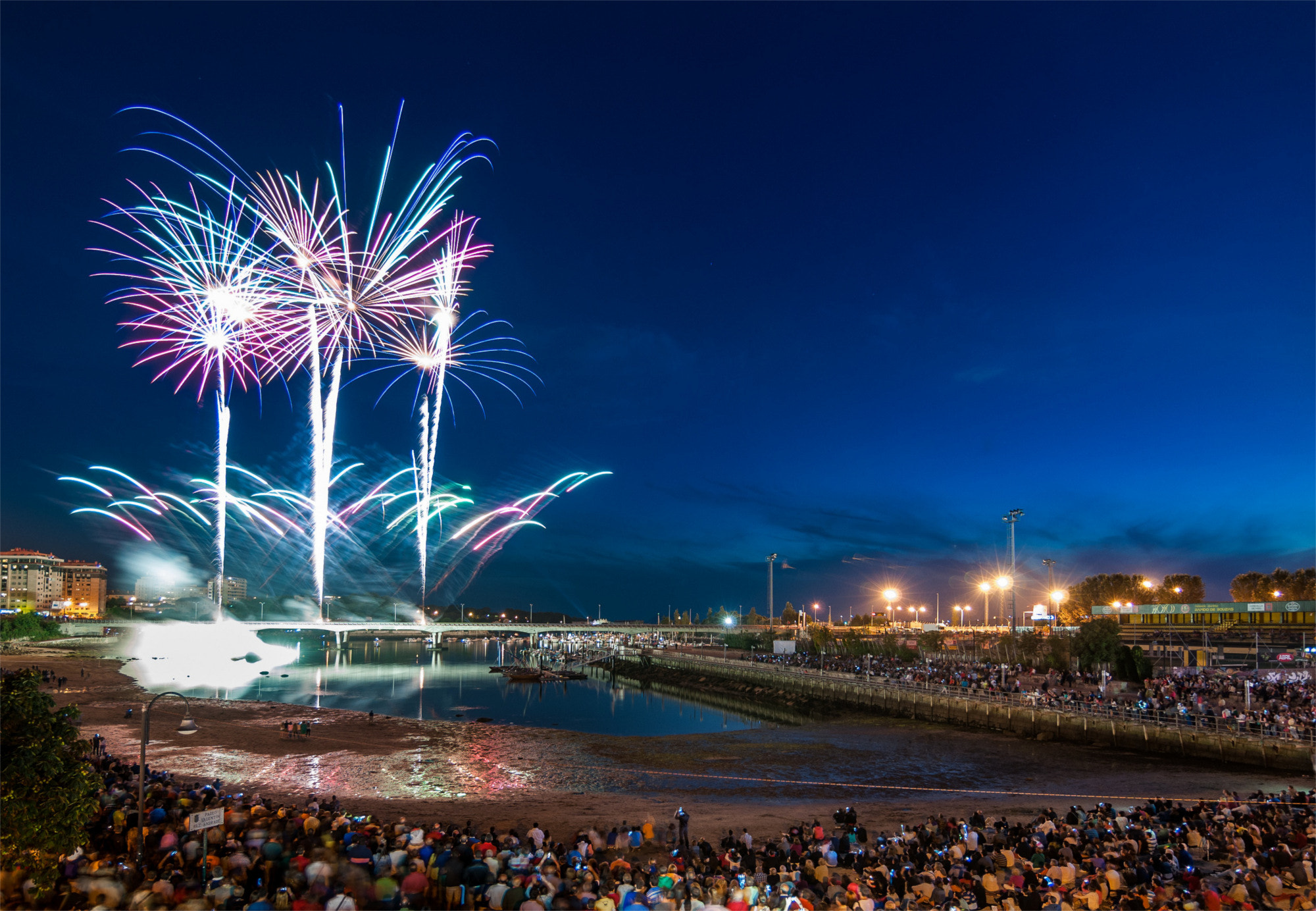
Fuegos artificiales de las Fiestas del Santísimo Cristo de los Afligidos.

- Brincadeira. El 12 de abril, fiesta que conmemora la expulsión de las tropas francesas por parte de los habitantes de la villa de Bouzas durante la guerra de la Independencia española. Al igual que en la celebración de la reconquista de Vigo se realizan diversas actividades lúdicas, como la recreación del levantamiento popular, mercadillo tradicional y puestos de comida callejeros.[28]
- Fiestas del Carmen. El 16 de julio, festividad con gran arraigo en Bouzas ya que la Virgen del Carmen es la patrona de los marineros.[29] En ese día tienen lugar en la costa boucense procesiones marítimas, en donde las embarcaciones pesqueras se engalanan para la ocasión con vistosos adornos florales y coloridas banderas mientras acompañan al barco que porta la talla de la Virgen.
- Fiesta del Santísimo Cristo de los Afligidos. En torno al tercer domingo de julio, se celebra en honor al Cristo de los Afligidos y fue declarada como Fiesta de Interés turístico de Galicia en el año 2004.[30] Durante los días que duran los festejos en el barrio se instalan numerosos puestos de comida ambulante, orquestas, atracciones y barracas, aunque su mayor atractivo son sus espectaculares fuegos artificiales,[31] los cuales se pueden contemplar desde prácticamente cualquier punto de la ciudad de Vigo.

## Deporte
En su territorio tiene su sede el equipo de fútbol del Club Rápido de Bouzas, el segundo club de fútbol más antiguo de Galicia y que disputa sus encuentros en el campo municipal de Bouzas - Baltasar Pujales.
Asimismo en el pabellón Pablo Beiro de la villa juega sus partidos como local el Iberconsa Amfiv de baloncesto en silla de ruedas, campeón de la Challenge Cup en 2017.